# TUGboat
TUGboat (ISSN 0896-3207) је часопис који три пута годишње објављује заједница корисника TeX-а. Обухвата широк спектар тема везаних за дигиталну типографију које су релевантне за систем за обликовање текста TeX. Уредник је Барбара Битон.